# 18. dzielnica Paryża
18 dzielnica (fr. 18e arrondissement de Paris) – położona na prawym brzegu Sekwany, jedna z 20 paryskich dzielnic. Dzielnica jest najbardziej znana ze wzgórza Montmartre, na którym znajduje się słynna artystyczna część miasta. Na jej terenie znajdują się np. Bazylika Sacré-Cœur oraz kabaret Moulin Rouge.
W skład 18. dzielnicy wchodzi także Goutte d’Or, którą zamieszkują głównie imigranci z Afryki Północnej.

## Geografia
Dokładna powierzchnia 18. dzielnicy wynosi 6,005 km².
18. dzielnica Paryża dzieli się na cztery mniejsze dzielnice (quartier):
- Quartier des Grandes-Carrières (69. dzielnica Paryża)
- Quartier de Clignancourt (70. dzielnica Paryża)
- Quartier de la Goutte d’Or (71. dzielnica Paryża)
- Quartier de la Chapelle (72. dzielnica Paryża)

## Demografia
Szczyt liczby ludności 18. dzielnica osiągnęła w 1931. Wówczas zamieszkiwało ją 288 810 mieszkańców. Obecnie dzielnica jest mniej zaludniona, a jej populacja wynosi 184 586 mieszkańców. Obecnie zahamowano trend spadkowy liczby mieszkańców. Oprócz tego w 18. dzielnicy zauważono znaczący wzrost aktywności gospodarczej, co spowodowało, że obecnie jest w niej zatrudnionych 70 285 osób.

### Zmiana populacji dzielnicy
| Rok                       | Populacja | Gęstość (na km²) |
| ------------------------- | --------- | ---------------- |
| 1872                      | 138,109   | 22,980           |
| 1931 (szczyt populacji)   | 288,810   | 48,095           |
| 1954                      | 266,825   | 44,397           |
| 1962                      | 254,974   | 42,460           |
| 1968                      | 236,776   | 39,430           |
| 1975                      | 208,970   | 34,799           |
| 1982                      | 186,866   | 31,118           |
| 1990                      | 187,657   | 31,250           |
| 1999                      | 184,586   | 30,739           |
| 2005 liczna przewidywalna | 188,700   | 31,424           |

## Imigracja
Ze spisu przeprowadzonego w 1999 wynika, że 72,5% mieszkańców 18 dzielnicy urodziło się na terenie Francji Metropolitarnej. Pozostałe 27,5% stanowią imigranci, wśród których struktura pochodzenia przedstawia się następująco: 1,9% stanowią imigranci pochodzący z francuskich terenów zamorskich, 3,6% imigrantów stanowią urodzeni za granicą, lecz posiadający francuski paszport od urodzenia (głównie  byłe kolonie w Afryce Północnej), 3,9% imigrantów stanowią przedstawiciele EU-15 (Stara Unia), a 18,1% populacji 18 dzielnicy stanowią imigranci pochodzący z krajów poza EU-15.

## Ważniejsze miejsca oraz zabytki w 18 dzielnicy
- Bazylika Sacré-Cœur
- Kościół Saint Jean de Montmartre

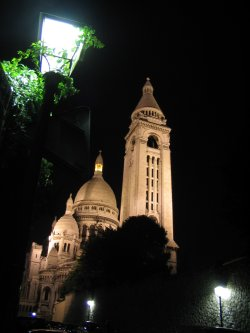
Bazylika Sacré-Cœur na wzgórzu Montmartre

- Kościół Saint Pierre de Montmartre
- Moulin Rouge
- Place du Tertre
- Pigalle

## Metro
Główną linią paryskiego metra, która przechodzi przez 18 dzielnicę jest linia nr 2.